# Lin Dai
Dans ce nom chinois, le nom de famille, Lin, précède le nom personnel.

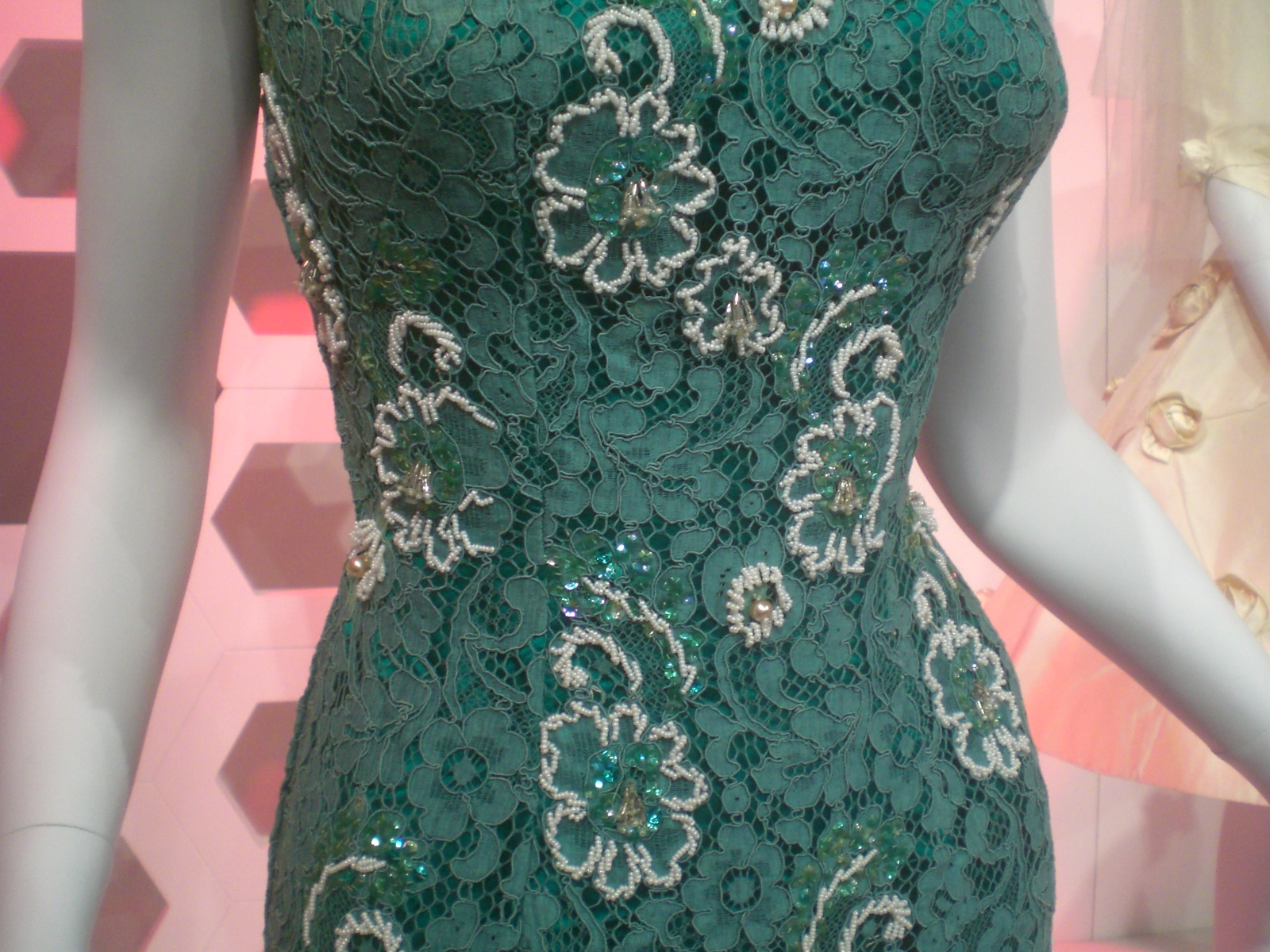
Qipao porté par l'actrice pour Love Without End (1961)

Lin Dai (prononcé Linda en français), de son vrai nom Cheng Rue-rou, née en 1934 et morte en 1964, est une actrice hongkongaise ayant joué dans une cinquantaine de films hongkongais.

## Biographie
Née en 1934, elle est la fille de Cheng Si-yuan, un politicien membre de la Nouvelle clique du Guangxi. Elle se réfugie à Hong Kong avec le reste de sa famille en 1948.
Elle rejoint les studios Yong Hua (zh) en 1952 ; en 1953 sort son premier film, Singing under the Moon. Celui-ci est un succès qui fait d’elle une star.
Elle s’illustre en incarnant des personnages féminins pris au piège d’histoires d’amour vouées à l’échec. En 1957 elle remporte son premier prix d’interprétation à l'Asia-Pacific Film Festival pour Golden Lotus (ru). Au milieu des années 1950, elle rivalise en popularité avec l'actrice Li Li-hua.
En 1961, elle épouse l’homme d’affaires Long Shen-xun, fils du seigneur de la guerre Long Yun, mais poursuit sa carrière. La même année, elle remporte son quatrième prix d’interprétation à l’Asian Film Festival pour Love Without End (film, 1961) (zh), qui sera son rôle le plus mémorable.
Elle se suicide en 1964.
Trois films inachevés seront complétés par des doublures et sortiront de façon posthume quelques années après sa mort : The Lotus Lamp (avec Cheng Pei-pei, 1965), The Blue and the Black (film en deux parties, 1966), qui remporte des prix à l’Asia-Pacific Film Festival et au Golden Horse Festival, et The Mirror (en).

## Filmographie partielle
- 1957 : Diau Charn
- 1959 : The Kingdom and the Beauty
- 1961 : Love Without End (film, 1961) (zh)
- 1964 : The Last Woman of Shang (zh)
- 1965 : The Blue and the Black (zh)